# Линцский университет
Университет Иоганна Кеплера в Линце (нем. Johannes Kepler Universität Linz, сокр. JKU) — государственное высшее учебное заведение в Австрии, назван в честь астронома Иоганна Кеплера.  Расположен в Линце, столице Верхней Австрии. В 2019-2020 году в университете проходили обучение более 20 000 студентов. В 1998 году первым в Австрии ввёл электронный студенческий билет. В университете располагается Институт вычислительной и прикладной математики Иоганна Радона (RICAM) Австрийской академии наук. 
В 2012 году JKU занимал 41 место в рейтинге Times Higher Education, в 2015 году университет занял 87 место в списке 100 лучших университетов моложе 50 лет. Согласно рейтингу 2012 года, JKU стал пятым лучшим молодым университетом немецкоязычной Европы. Университет получил высокие баллы за расценки, стороннее финансирование и усилия по интернационализации.